# (74306) 1998 TS29
(74306) 1998 TS29 – planetoida z pasa głównego asteroid okrążająca Słońce w ciągu 4,78 lat w średniej odległości 2,84 j.a. Odkryta 15 października 1998 roku.